# Amentio
Amentio är en norsk hemelektronikkoncern. I koncernen som omsätter 600 miljoner norska kronor ingår moderbolaget Amantio Holding, det norska e-handelsföretaget Amentio AS, grundat 2003, den svenska amento.se, grundad 2008, och Datakedjan AB.
Företagets svenska del har gått i konkurs.